# Грин Медоус (Охајо)
Грин Медоус (енгл. Green Meadows) насељено је место без административног статуса у америчкој савезној држави Охајо.

## Демографија
По попису из 2010. године број становника је 2.327, што је 9 (0,4%) становника више него 2000. године.
| Група             | 2000.         | 2010.         |
| Белци             | 2.240 (96,6%) | 2.201 (94,6%) |
| Афроамериканци    | 20 (0,9%)     | 16 (0,7%)     |
| Азијати           | 16 (0,7%)     | 31 (1,3%)     |
| Хиспаноамериканци | 21 (0,9%)     | 42 (1,8%)     |
| Укупно            | 2.318         | 2.327         |